# بخش فلورک
بخش فلورک (به فرانسوی: Arrondissement de Florac) یک بخش در فرانسه است که در لوزر واقع شده‌است.